# Nemo 33

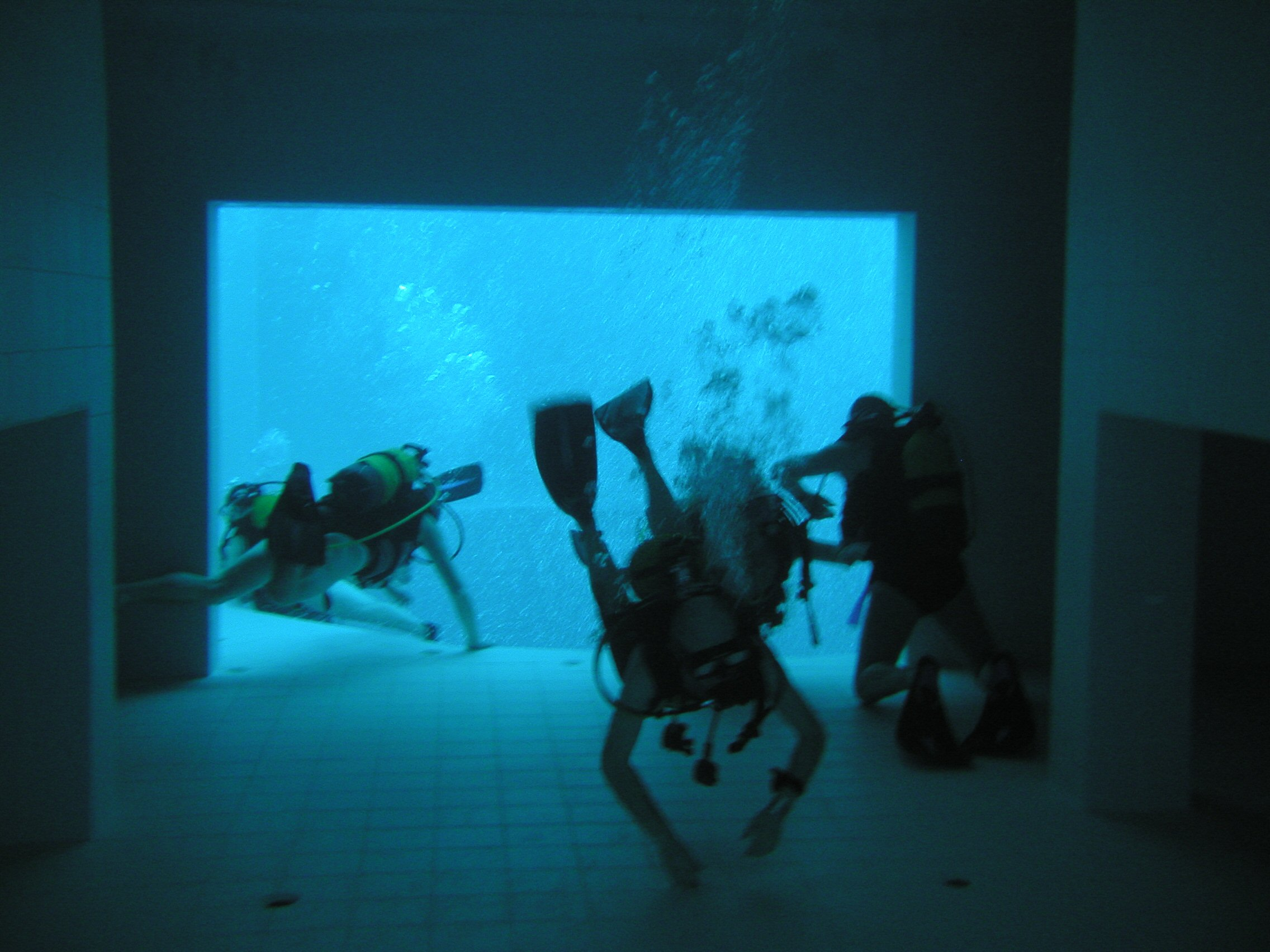
Uma casa submarina na Nemo 33.

Nemo 33 é a segunda piscina coberta mais profunda do mundo. Fica localizada em Bruxelas, na Bélgica e tem 34,5 metros de profundidade, contendo 2,5 milhões de litros de água não clorados, utilizando água mineral altamente filtrada sempre em temperatura constante de 30°C, e possui cavernas subaquáticas nos últimos 10 metros de profundidade.
Existem inúmeras janelas durante toda a sua extensão para que visitantes possam olhar o que está acontecendo dentro da Nemo 33. O Complexo foi desenhado pelo especialista em mergulho belga John Beernaerts.